# La Rochejaquelein
La Rochejaquelein var en fransk adelsätt från Vendée med anor från korstågstiden. Dess ursprungliga namn var du Vergier.
Bland ättens medlemmar märks:

La Rochejaquelein vapensköld.

- Henri de La Rochejaquelein (1772-1794)
- Louis de La Rochejaquelein (1777-1815)
- Marie Louise Victoire de La Rochejaquelein (1772-1857)
- Auguste de La Rochejaquelein (1784-1868)
- Henri-Auguste-Georges de La Rochejaquelein (1805-1867)
- Louis Lescure de La Rochejaquelein (1809-1833)
- Julien-Gaston de La Rochejaquelein (1833-1897)